# Holtsee
Holtsee település Németországban, Schleswig-Holstein tartományban. Lakosainak száma 1279 fő (2023. december 31.).

## Népesség
A település népességének változása:
| Lakosok száma | 971  | 1250 | 1286 | 1270 | 1292 | 1279 |
|               | 1975 | 2017 | 2019 | 2021 | 2022 | 2023 |